# Zavaritskita
La zavaritskita és un mineral de la classe dels halurs, que pertany al grup de la matlockita. Rep el seu nom d'Aleksandr Nikolaevich Zavaritskii (1884-1952), acadèmic de l'Acadèmia de Ciències de Rússia, especialista en la petrologia dels dipòsits de minerals.

## Característiques
La zavaritskita és un halur de fórmula química (BiO)F. Cristal·litza en el sistema tetragonal. La seva duresa a l'escala de Mohs és 2 a 2,5.
Segons la classificació de Nickel-Strunz, la zavaritskita pertany a «03.DC - Oxihalurs, hidroxihalurs i halurs amb doble enllaç, amb Pb (As,Sb,Bi), sense Cu» juntament amb els següents minerals: laurionita, paralaurionita, fiedlerita, penfieldita, laurelita, bismoclita, daubreeïta, matlockita, rorisita, zhangpeishanita, nadorita, perita, aravaipaïta, calcioaravaipaïta, thorikosita, mereheadita, blixita, pinalita, symesita, ecdemita, heliofil·lita, mendipita, damaraïta, onoratoïta, cotunnita, pseudocotunnita i barstowita.

## Formació i jaciments
Va ser descoberta a Sherlova Gora, a la serralada Adun-Cholon, a Nértxinsk, krai de Zabaikàlie, Rússia. També ha estat descrita en altres indrets de Rússia, Austràlia, Canadà, el Japó, Eslovàquia, Grècia, França i la República Txeca.